# Journal of Radioanalytical and Nuclear Chemistry
Journal of Radioanalytical and Nuclear Chemistry (abrégé en J. Radioanal. Nucl. Chem.) est une revue scientifique à comité de lecture. Ce mensuel publie des articles de recherches originales concernant la chimie nucléaire.
D'après le Journal Citation Reports, le facteur d'impact de ce journal était de 1,034 en 2014. Actuellement, le directeur de publication est Tibor Braun (Université de Budapest, Hongrie).